# Kedigora
Kedigora (ros. Ragikau) – wieś w Osetii Południowej, w regionie Achalgori. W 2015 roku liczyła 3 mieszkańców.

## Urodzeni
- Wladimer Gucaewi